# Парламентарни избори в България (1981)
Парламентарните избори се провеждат на 7 юни 1981 г. в Народна република България и са за VIII народно събрание.

## Обща информация
Отечественият фронт е единствената организация, която участва в изборите и всички кандидатски листи трябва да бъдат одобрени от Фронта. Избирателите имат възможността да гласуват само за или против листата на Фронта. Само 0,01% от гласовете са подадени против Фронта. Съобщава се, че избирателната активност е 99,9%. От всички депутати 271 души са от Българска комунистическа партия, 99 от Български земеделски народен съюз, 22 от ДКМС и 8 са безпартийни.

## Резултати
| Партия                    | Гласове   | %     | Места |
| ------------------------- | --------- | ----- | ----- |
| Отечествен фронт          | 6 519 674 | 99,99 | 400   |
| Против                    | 517       | 0,01  | –     |
| Невалидни/празни бюлетини | 3 835     | –     | –     |
| Общо                      | 6 524 026 | 100   | 400   |
| Източник: Nohlen & Stöver |           |       |       |